# 吖啶黄G
吖啶黄G（化学名：3,6-二氨基-2,7-二甲基吖啶，3,6-diamino-2,7-dimethylacridine）是一种有机化合物，分子式C15H15N3，属于吖啶衍生物，可发出蓝绿色荧光，可用于荧光染色。